# 奥津武
奥津 武（おくつ たける）は、日本の漫画家。「自殺すると決めた男」が第101回週刊少年マガジン新人漫画賞で佳作を受賞。
2019年、『マガジンポケット』（講談社）にて「わたし（仮）」で連載デビュー。

## 作品リスト

### 連載
- わたし（仮）（『マガジンポケット』[2]2019年7月10日号 - 2020年4月1日号、全4巻）

### 読み切り
- 自殺すると決めた男
- アトモスフィア・クライシス（『別冊少年マガジン』2019年3月号）
- 米戦記（『週刊少年マガジン』2019年12号[3]・『別冊少年マガジン』2019年5月号）
- ハロウィン（『週刊少年マガジン』2019年14号[1]）
- 畳上の空論（『週刊少年マガジン』2019年20号）